# Vítor Hugo Gomes Passos
Vítor Hugo Gomes Passos, meglio conosciuto come Pelé (Porto, 14 settembre 1987), è un ex calciatore portoghese, di ruolo centrocampista.

## Carriera

### Vitória Guimarães e Inter
Inizia la propria carriera nel Vitória Guimarães, segnalandosi poi al Mondiale Under-20 del 2007 con la selezione lusitana. L'exploit nella manifestazione giovanile vale la chiamata dell'Inter, formazione in cui approda all'età di vent'anni.
Esordisce in Serie A il 26 settembre 2007, subentrando a Crespo nel quarto d'ora finale della gara contro la Sampdoria (vinta per 3-0). A discapito della giovane età riesce a ritagliarsi un discreto spazio in squadra, disputando 15 incontri nel campionato vinto dai milanesi. Realizza poi due reti in Coppa Italia, entrambe all'Olimpico di Roma, nel ritorno delle semifinali con la Lazio e nella finale con i giallorossi.

### Porto e prestiti
Nel settembre successivo è ceduto al Porto, nell'ambito della trattativa che conduce in nerazzurro il connazionale Ricardo Quaresma.
Il 26 gennaio 2009 viene ceduto in prestito per 650 000 euro al Portsmouth, che decide in seguito di non esercitare il riscatto del cartellino.
Nel giugno 2009 viene annunciato il suo possibile passaggio al Genoa in vista del quale il giocatore viene sottoposto alle visite mediche; tuttavia, senza comunicazioni ufficiali al riguardo da parte della società, il tesseramento non viene portato a termine, tanto che il 20 luglio il Real Valladolid annuncia il suo ingaggio in prestito per una stagione con diritto di riscatto.

### Esperienze in Turchia e in Grecia
Il 10 luglio 2010 viene ufficializzato il passaggio all'Eskişehirspor per 680.000 euro, squadra militante nel campionato turco, nella prima divisione turca, siglando un contratto triennale.
A fine stagione 2012-2013 dopo un bottino di 45 presenze e 4 reti in tre anni dopo la scadenza di contratto rimane svincolato.
Il 13 agosto 2013 firma un contratto con i greci dell'Ergotelīs.
Le ottime prestazioni convincono l'Olympiacos a metterlo sotto contratto e così lascia la squadra di Creta dopo solo 14 partite e 3 reti.
Il 27 dicembre 2013 viene acquistato per 440.000 euro dall'Olympiakos, firmando un contratto che lo legherà alla squadra greca fino al giugno 2017. Con i 'bianco-rossi' vince il campionato, scendendo in campo cinque volte. La stagione successiva, viene messo fuori rosa e, nel gennaio 2015, si trasferisce in prestito al Levadiakos, squadra militante nella massima serie greca. fa il suo esordio il 4 febbraio nello 0-0 interno contro l'Aok, dopo essere stato impiegato con una certa costanza il 26 aprile segna la rete del momentaneo 2-0 nella partita che si concluderà 2-1 a favore del Levadiakos contro l'Atromitos a fine stagione dopo 10 partite ed un gol fa ritorno all'Olympiacos.

### Ultimi anni
Negli ultimi giorni di mercato rescinde consensualmente il contratto che lo legava all'Olympiakos per accasarsi con i ciprioti dell'Anorthōsis militanti nella massima serie, segna il suo primo gol all'esordio avvenuto il 13 settembre alla terza giornata di campionato contro l'Achnas nella vittoria interna terminata 3-0.
Il 23 luglio 2018 torna a giocare dopo qualche mese di stop con Eskilstuna, club svedese.
Chiude la carriera nel 2019 nel Dunărea Călărași, club rumeno.

## Statistiche
| Stagione             | Squadra              | Campionato           | Campionato | Campionato | Coppe nazionali | Coppe nazionali | Coppe nazionali | Coppe continentali | Coppe continentali | Coppe continentali | Altre coppe | Altre coppe | Altre coppe | Totale | Totale |
| Stagione             | Squadra              | Comp                 | Pres       | Reti       | Comp            | Pres            | Reti            | Comp               | Pres               | Reti               | Comp        | Pres        | Reti        | Pres   | Reti   |
| -------------------- | -------------------- | -------------------- | ---------- | ---------- | --------------- | --------------- | --------------- | ------------------ | ------------------ | ------------------ | ----------- | ----------- | ----------- | ------ | ------ |
| 2005-2006            | Vitória Guimarães    | SL                   | 0          | 0          | CP              | 0               | 0               | -                  | -                  | -                  | -           | -           | -           | 0      | 0      |
| 2006-2007            | Vitória Guimarães    | SL                   | 15         | 0          | CP              | 0               | 0               | -                  | -                  | -                  | -           | -           | -           | 15     | 0      |
| 2007-2008            | Inter                | A                    | 15         | 0          | CI              | 6               | 2               | UCL                | 1                  | 0                  | SI          | 0           | 0           | 22     | 2      |
| 2008-gen. 2009       | Porto                | PL                   | 2          | 0          | CP+CdL          | 1+1             | 0               | UCL                | 2                  | 0                  | -           | -           | -           | 6      | 0      |
| gen.-giu. 2009       | Portsmouth           | PL                   | 0          | 0          | FACup+CdL       | 0+0             | 0               | -                  | -                  | -                  | -           | -           | -           | 0      | 0      |
| 2009-2010            | Real Valladolid      | PD                   | 23         | 0          | CR              | 2               | 0               | -                  | -                  | -                  | -           | -           | -           | 25     | 0      |
| 2010-2011            | Eskişehirspor        | SL                   | 25         | 2          | CT              | 1               | 0               | -                  | -                  | -                  | -           | -           | -           | 26     | 2      |
| 2011-2012            | Eskişehirspor        | SL                   | 16         | 1          | CT              | 3               | 1               | -                  | -                  | -                  | -           | -           | -           | 19     | 2      |
| 2012-2013            | Eskişehirspor        | SL                   | 0          | 0          | CT              | 0               | 0               | -                  | -                  | -                  | -           | -           | -           | 0      | 0      |
| Totale Eskişehirspor | Totale Eskişehirspor | Totale Eskişehirspor | 41         | 3          |                 | 4               | 1               |                    | -                  | -                  |             | -           | -           | 45     | 4      |
| 2013-gen. 2014       | Ergotelis            | SL                   | 12         | 3          | CG              | 2               | 0               | -                  | -                  | -                  | -           | -           | -           | 14     | 3      |
| gen.-giu. 2014       | Olympiacos           | SL                   | 5          | 0          | CG              | 2               | 0               | UCL                | 0                  | 0                  | -           | -           | -           | 7      | 0      |
| 2014-gen. 2015       | Olympiacos           | SL                   | 0          | 0          | CG              | 2               | 0               | UCL+UEL            | 0+0                | 0+0                | -           | -           | -           | 2      | 0      |
| Totale Olympiakos    | Totale Olympiakos    | Totale Olympiakos    | 5          | 0          |                 | 4               | 0               |                    | 0                  | 0                  |             | -           | -           | 9      | 0      |
| gen.-giu. 2015       | Levadiakos           | SL                   | 10         | 1          | CG              | 0               | 0               | -                  | -                  | -                  | -           | -           | -           | 10     | 1      |
| 2015-2016            | Anorthosis           | A                    | 22         | 5          | CC              | ?               | ?               | -                  | -                  | -                  | -           | -           | -           | 22+    | 5+     |
| 2016-2017            | Anorthosis           | A                    | 14         | 2          | CC              | ?               | ?               | -                  | -                  | -                  | -           | -           | -           | 14+    | 2+     |
| 2017-2018            | Anorthosis           | A                    | 0          | 0          | CC              | ?               | ?               | -                  | -                  | -                  | -           | -           | -           | 0      | 0      |
| Totale Anorthosis    | Totale Anorthosis    | Totale Anorthosis    | 36         | 7          |                 | ?               | ?               |                    | -                  | -                  |             | -           | -           | 36+    | 7+     |
| 2018-2019            | Eskilstuna           | S                    | 0          | 0          | CS              | 1               | 1               | -                  | -                  | -                  | -           | -           | -           | 1      | 1      |
| 2019-2020            | Dunărea Călărași     | Liga I               | 0          | 0          | CR              | 0               | 0               | -                  | -                  | -                  | -           | -           | -           | 0      | 0      |
| Totale carriera      | Totale carriera      | Totale carriera      | 159        | 14         |                 | 20+             | 3+              |                    | 4                  | 1                  |             | 0           | 0           | 183+   | 18+    |

## Palmarès
- Campionato italiano: 1

Inter: 2007-2008
- Campionato portoghese: 1

Porto: 2008-2009
- Coppa del Portogallo: 1

Porto: 2008-2009
- Campionato greco: 1

Olympiakos: 2013-2014